# Бурея
Бурѐя е река в Азиатската част на Русия, Далечния Изток, Хабаровски край и Амурска област, ляв приток на Амур. Дължината ѝ е 623 km, а с дясната съставяща я река Дясна Бурея 739 km, която ѝ отрежда 86-о място по дължина сред реките на Русия.
Река Бурея се образува от сливането на двете съставящи я реки Лява Бурея (98 km) и Дясна Бурея (116 km) водещи началото си от хребета Дусе. Алин, на 564 m н.в., в югозападната част на Хабаровски край. Горното течение на реката се простира до устието на река Ниман (при 458 km, десен приток) и е с дължина 165 km, а посоката на течението е на запад-югозапад. В този участък долината на реката е U-образна, дълбоко врязана (от 400 – 500 m в най-горното течение до 150 – 200 m преди устието на Ниман) сред околните хребети Ям-Алин и Бурейнски. В някои участъци има малки долинни разширения, в които се появява тясна заливна тераса. По-надолу коритото на реката се разширява до 180 m, разделя се на ръкави, а заливната тераса става широка до 2,5 – 3 km.
Средното течение на Бурея се простира на протежение от 284 km, от устието на Ниман до преградната стена на Бурейнското водохранилище. В този участък долината е тясна и има асиметричен профил, с много по висок и стръмен десен склон. Ширината на коритото достига до 300 m, а заливна тераса запазва своята ширина. При посьолок Талакан (Амурска област, при 174 km) през 2011 г. е завършена и влиза в експлоатация преградната стена на бурейнското водохранилище и изградената в основата ѝ Бурейнска ВЕЦ. След завираването на водохранилището под вода се оказват над 230 km от течението на реката и са залети („удавени“) устията на много реки.
След изтичането на Бурея от Бурейнското водохранилище започва нейното долно течение (174 km). На 90 km под преградната стена на Бурейнското водохранилище е изградена по-малката преградна стена на буферното Новобурейнско водохранилище при посьолок Новобурейски. На участък с дължина от 44 km Новобурейнското водохранилище има вид на каньон, със стръмни, на много места отвесни склонове. След изтичането си от Новобурейнското водохранилище Бурея излиза от планините и последните си 84 km протича през обширната Зейско-Бурейнска равнина. Тук долината на реката става много широка и плитка, с обширна двустранна заливна тераса, коритото силно меандрира и се разделя на ръкави. На 4 km югозападно от село Украинка, Амурска област Бурея се влива отляво в река Амур, при нейния 1666 km, на 87 m н.в.
Водосборният басейн на Бурея има площ от 70,7 хил. km2, което представлява 3,81% от водосборния басейн на река Амур и се простира в югозападната част на Хабаровски край и югоизточната част на Амурска област, като над 90% от него се заема от планини. Климатът в басейна на реката е мусонен с елементи на остро континентален: средна януарска температура -25 °C, средна юлска – +18 °C. Годишната сума на валежите е от 600 mm в ниските части до 800 mm в планинските и падат предимно под формата на дъжд през летния сезон.
Водосборният басейн на Бурея граничи със следните водосборни басейни:
- на запад, северозапад и север – водосборните басейни на реките Зея, Звитая и други по-малки, леви притоци на Амур;
- на изток и югоизток – водосборните басейни на реките Амгун, Тунгуска, Бира, Архара и други по-малки, леви притоци на Амур.

Река Бурея получава множество притоци с дължина над 10 km, като 8 от тях са с дължина над 100 km::
- 623 ← Дясна Бурея 116 / 1700
- 458 ← Ниман 353 / 16 500
- 392 → Дубликан 124 / 2230
- 366 ← Туюн 200 / 3420
- 316 ← Горен Мелгин 127 / 1900
- 282 ← Долен Мелгин 105 / 1730
- 268 → Тирма 334 / 15 100
- 79 → Дикан 125 / 841

Подхранването на реката е предимно дъждовно (от 50 до 70%). Характерно е слабо пролетно пълноводие и епизодични (от 5 до 7) големи летни прииждания в резултат на поройни дъждове, които многократно превишават пролетното пълноводие, при които нивото на водата се повишава от 6 до 10 m. До изграждането на Бурейнското водохранилище приижданията на Бурея често са предизвиквали наводнения. Среден годишен отток 950 m3/s, което като обем се равнява на 29,893 km3, максимален отток 18100 m3/s. Бурея замръзва за период от 150 дни, от ноември до края на април или началото на май.
По течението на Бурея поради това, че протича основно в планински райони има малко населени места:
- Хабаровски край – селата Уст Умалта, Шахтински, Уст Ургал и Чекунда;
- Амурска област – селищата от градски тип Талакан и новобурейски и няколко малки села.

В басейна на реката са открити находища злато, желязо и въглища. В основата на преградната стена на Бурейнското водохранилище е изградена и от 2011 г. функционира най-голямата в Далечния Изток Бурейнска ВЕЦ с мощност от 2010 МГв. Реката е плавателна на 174 km от устието си, до Бурейнската ВЕЦ. На 8 km западно от посьолок Новий Ургал, Хабаровски край над Бурея е изграден голям мост, по който преминава участък от Байкало-Амурската железопътна линия.